# Festung Bukarest

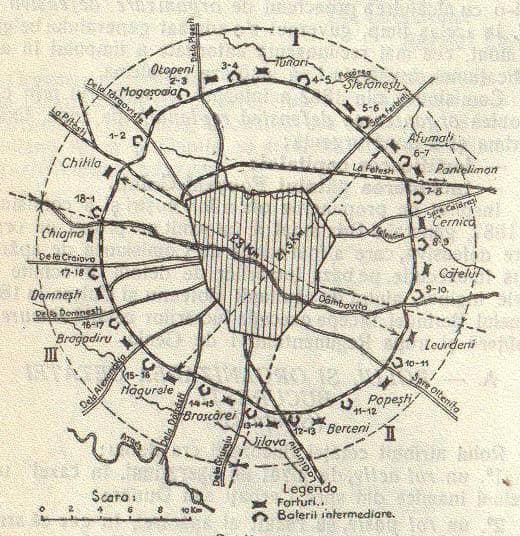
Festung Bukarest

Die Festung Bukarest ist ein zwischen 1884 und 1900 errichteter Festungsgürtel der rumänischen Hauptstadt Bukarest, die eine starke Verteidigungslinie bilden sollte.

## Konstruktion
Im Jahre 1882 erstellte der Generalstab auf Anfrage der rumänischen Regierung den Fortentwicklungsplan der Landesmilitär, der die Schaffung militärischer Komplexe in fünf Abschnitten vorsah. Die Arbeiten sollten in mehreren Stufen erfolgen: als erstes die „Festung Bukarest“, danach ein „Brückenkopf“ über den Fluss Sereth bei Mărășești, ein anderer bei Cernavodă, gefolgt von Fronten und Batterien in den Bereichen Galați und Constanța.
Die Festung Bukarest bestand aus einem ringförmigen etwa 20 km um das Bukarester Stadtzentrum angeordneten System von siebzehn mit Artillerie-Batterien ausgestatteten Forts. Insgesamt 18 Batterien waren zwischen den Forts in den drei Sektoren aufgeteilt.